# ЗИС-41
ЗИС-41 — советская экспериментальная противотанковая САУ времён Великой Отечественной войны. Создана на основе полугусеничного грузового автомобиля повышенной проходимости ЗИС-22М в преддверии битвы под Москвой.

## История
1 июля 1941 по распоряжению наркома вооружения Д.Ф.Устинова конструкторским бюро нескольких заводов было поручено в кратчайшие сроки создать противотанковые и зенитные САУ, которые могли бы эффективно сдерживать натиск немецких войск. В качестве базы разрешалось использовать только хорошо освоенные в производстве узлы и агрегаты (чаще автомобильные), а боевое отделение должно было быть забронированным. Крайним сроком подготовки проектов было 15 июля. В частности, в приказе Устинова излагалось следующее:
Ввиду острой необходимости противотанковых и зенитных самоходных артсредств и ввиду отсутствия специальной базы для них приказываю:
1. Заводу № 4 разработать и изготовить 37-мм зенитную пушку на самоходном шасси;
2. Заводу № 8 разработать и изготовить 85-мм зенитную и противотанковую пушки на самоходном шасси;
3. Заводу № 92 разработать и изготовить 57-мм противотанковую пушку на самоходном шасси.

Главным конструктором завода №92 В.Г. Грабиным с этой целью была организована конструкторская группа под руководством Н.Ф.Муравьёва. Рассмотрев несколько вариантов, инженеры сошлись во мнении, что наиболее оптимальными для создания САУ будут базы тягача Т-20 «Комсомолец» и трёхосного грузовика ГАЗ-ААА, а основным оружием станет 57-мм противотанковая пушка ЗИС-2. Были созданы два прототипа ЗИС-30 и ЗИС-31, которые к концу августа уже прошли испытания, однако в том же месяце завершился выпуск тягачей Т-20, и производство ЗИС-30 продолжалось очень недолго.
В начале октября бригада Муравьёва предложила новый проект, взяв за основу полугусеничный автомобиль ЗИС-22М (будущий ЗИС-42), на который была установлена бронированная кабина водителя, а в кормовой части на лафете смонтировано орудие ЗИС-2, защищённое спереди и с бортов бронещитами. Машина была собрана в феврале 1942 года. Испытания этой САУ состоялись в середине весны 1942 года.
Испытания проводились в двух вариантах: 57-мм противотанковая САУ и тягач со 122-мм гаубицей М-30 на буксире (в последнем случае на машине везли боекомплект). Испытания показали, что у машины слишком большой радиус поворота на сыпучих грунтах и снегу, а двигатель быстро перегревается. Внеся изменения в систему охлаждения, инженеры приспособили автомобиль как тягач для орудий. Однако машина, несмотря на свои ТТХ, так и не поступила в серийное производство: не было достаточного количества стволов и шасси, а боеприпасный завод был эвакуирован за Урал. Работы свернули в конце 1941 года. В октябре 1942 года ЗИС-41 отправили на завод №592, где она была приспособлена для других нужд: с машины сняли вооружение, превратив её в бронированный транспортёр-тягач.